# Ard van der Steur
Gerard Adriaan (Ard) van der Steur (ur. 7 października 1969 w Haarlemie) – holenderski polityk, prawnik i samorządowiec, parlamentarzysta, od 2015 minister sprawiedliwości.

## Życiorys
W latach 1988–1995 studiował prawo na Uniwersytecie w Lejdzie. W latach 1992–1995 był pracownikiem samorządu adwokackiego, w 1995 podjął praktykę w zawodzie adwokata w Rotterdamie. W 2006 został właścicielem centrum szkoleniowego, a także wykładowcą na wydziale prawa macierzystej uczelni.
W 1988 zaangażował się w działalność polityczną w ramach Partii Ludowej na rzecz Wolności i Demokracji (VVD). Był radnym miejscowości Warmond (2002–2006) i radnym gminy Teylingen (2006–2014). W 2010 i 2012 wybierany na posła do Tweede Kamer. 20 marca 2015 objął urząd ministra sprawiedliwości w drugim rządzie Marka Rutte. Zrezygnował ze stanowiska 26 stycznia 2017 po debacie parlamentarnej dotyczącej tzw. afery „Teevendeal”, która wcześniej doprowadziła m.in. do dymisji jego poprzednika. Następnego dnia nowym ministrem został Stef Blok.